# Chasselas (Saône-et-Loire)
Chasselas település Franciaországban, Saône-et-Loire megyében. Lakosainak száma 175 fő (2022. január 1.). Chasselas Solutré-Pouilly, Cenves, Fuissé és Leynes községekkel határos.

## Népesség
A település népességének változása:
| Lakosok száma | 179  | 176  | 180  | 170  | 172  | 168  | 170  | 173  | 175  |
|               | 2013 | 2015 | 2016 | 2017 | 2018 | 2019 | 2020 | 2021 | 2022 |